# Sericomyia tolli
Sericomyia tolli är en tvåvingeart som först beskrevs av Frey 1915.  Sericomyia tolli ingår i släktet torvblomflugor, och familjen blomflugor. Inga underarter finns listade i Catalogue of Life.